# ザンサイアン
『ザンサイアン』は、2006年6月21日にリリースされたCoccoの5枚目のアルバムである。

## 解説
- 5年間の活動休止期間を経て、Cocco名義での音楽活動を再開して最初にリリースされたアルバムが本作である。
- 活動休止前までCoccoのアルバムのプロデュースを行っていた根岸孝旨に加え、同じDr.StrangeLoveの長田進がプロデュースを担当している。
- アルバムのタイトル「ザンサイアン」は「人魚が見た真の碧（あお）」の意である。「ザン」が沖縄最古と言われる人魚の名前であり、「サイアン」は英語のCyanである。ジャケットには、Cocco自ら沖縄の染め織りの布を切り貼りして作成した、人魚や碧の絵が使用されている。
- 作詞・作曲者のクレジットは、これまで平仮名の「こっこ」であったが、Cocco名義で活動を再開しアルバムに先行して発売されたシングル「音速パンチ」からは「Cocco」に変更された。
- アルバムの帯に書かれているキャッチコピーは「人魚が見た碧 ムラサキの雲の その先へ」
- 初回限定版には、「陽の照りながら雨の降る」、「Swinging night」のミュージック・ビデオが収録されているDVDが封入されている。なお「Swinging night」のミュージック・ビデオでは実姉と初共演した。

## 収録曲
| 全作詞・作曲: Cocco。 |                            |       |            |                            |      |
| #                     | タイトル                   | 作詞  | 作曲・編曲 | 編曲                       | 時間 |
| 1.                    | 「音速パンチ」             | Cocco | Cocco      | 根岸孝旨                   | 4:51 |
| 2.                    | 「暗黙情事」               | Cocco | Cocco      | 根岸孝旨                   | 3:59 |
| 3.                    | 「夏色」                   | Cocco | Cocco      | 長田進                     | 4:43 |
| 4.                    | 「Beauty C」               | Cocco | Cocco      | 根岸孝旨                   | 3:12 |
| 5.                    | 「四月馬鹿」               | Cocco | Cocco      | 長田進                     | 4:25 |
| 6.                    | 「Swinging night」         | Cocco | Cocco      | 長田進、平田直樹（管編曲） | 3:13 |
| 7.                    | 「野火」                   | Cocco | Cocco      | 根岸孝旨                   | 3:56 |
| 8.                    | 「唄い人」                 | Cocco | Cocco      | 長田進                     | 3:45 |
| 9.                    | 「愛うらら」               | Cocco | Cocco      | 根岸孝旨                   | 5:59 |
| 10.                   | 「インディゴブルー」       | Cocco | Cocco      | 根岸孝旨                   | 4:12 |
| 11.                   | 「陽の照りながら雨の降る」 | Cocco | Cocco      | 根岸孝旨                   | 4:38 |
| 12.                   | 「Happy Ending」           | Cocco | Cocco      | 長田進、村山達哉（弦編曲） | 5:22 |

| #  | タイトル                                         | 作詞 | 作曲・編曲 | 監督     |
| -- | ------------------------------------------------ | ---- | ---------- | -------- |
| 1. | 「陽の照りながら雨の降る」(ミュージック・ビデオ) |      |            | 是枝裕和 |
| 2. | 「Swinging night」(ミュージック・ビデオ)         |      |            |          |

## 演奏
- Cocco
  - Vocal
  - Efx. (#2)
  - Percussion, Voice Percussion, Ocarina (#4)
  - Tap (#6)
  - Keyboards (#10)
- 向山テツ
  - Drums (#1.2.7.9.10.11)
  - Chorus (#11)
- 根岸孝旨
  - Electric Bass (#1.2.7.9.10.11)
  - Electric Guitar (#1.10)
  - Keyboards (#1)
  - Acoustic Guitar (#2.4.11)
  - Tambourine (#7.9)
  - 12 Strings Acoustic Guitar (#7)
  - 12 Strings Electric Guitar, Mandolin (#9)
  - Additional Drums, Chorus (#11)
- 長田進
  - Electric Guitar (#1.2.5.6.7.9.10.12)
  - Acoustic Guitar (#1.3.5.8.12)
  - Lap Steel Guitar (#3.5)
  - Glockenspiel (#3)
  - Electric Banjo (#6)
  - Vibraphone (#8)
  - Chorus (#11)
- 柴田俊文
  - Keyboards (#1.4.7.10.11)
  - Electric Piano (#7)
  - Organ (#9)
  - Piano (#11)
- 岸利至
  - Programming (#1.2.6.7.9.10.11.12)
  - Chorus (#11)
- 椎野恭一
  - Drums (#3.5.6.12)
  - Tambourine (#5)
- 高桑圭
  - Electric Bass (#3.5.12)
  - Wood Bass (#6)
- 堀江博久
  - Piano, Accordion (#3)
  - Keyboards (#3.5)
  - Electric Piano (#5)
  - Organ (#6)
  - Chorus (#11)
- 平田直樹：Trumpet (#6)
- ロベルト小山：Tenor Sax (#6)
- 東條あづさ：Trombone (#6)
- 山北健一：Djembe (#8)
- 堀越信泰
  - Electric Guitar & Acoustic Guitar (#9)
  - Chorus (#11)
- 西川進 ：Electric Guitar (#11)
- 大石真理恵：Percussion & Chorus (#11)
- 村山達哉・桐山なぎさストリングス：Strings (#12)
- くるり (岸田繁・佐藤征史・大村達身)：Chorus (#11)
- アッキー、あずさ2号、あねごちはる、飯塚恵子、井沢孝、石川絵里、石ヶ森光政、伊藤パンチ、伊藤有壱、井上哲央、岩見史子、上野新、梅崎俊春、沖村アキラ、上島正昭、神谷始、川上ボニータ、Q太郎、きよ、桑野貴充、このみ、佐和子、シミケン、純子、じょーじ、菅真良、鈴木麻子、セッキー、そっしー、tasuku、臺太郎、塚本晋也、テーラー寺田、寺内浩、テルキ、NAKA、nanaco、奈良岡真紀、野崎健二、藤倉裕美、ぶちょう、星野誠、Mai、前田正秀、牧野英司、牧野桐子、増山準哉、宮村貴史、森田幸宏、山川ビター、山本マチャミ、山本hitomi、若林“GONZO”良三、わき：Chorus (#11)

## テレビ出演
Swinging night
- 2006年7月7日　テレビ朝日系『ミュージックステーション』